# Thaumasia diasi
Espèce
Thaumasia diasi est une espèce d'araignées aranéomorphes de la famille des Pisauridae.

## Distribution
Cette espèce se rencontre au Brésil et au Équateur.

## Description
Le mâle holotype mesure 6,05 mm.

## Étymologie
Cette espèce est nommée en l'honneur de Sidclay Calaça Dias.

## Publication originale
- Silva & Carico, 2012 : Revision of the Neotropical nursery-web spider genus Thaumasia Perty, 1833 (Araneae: Lycosoidea: Pisauridae: Thaumasiinae). Zootaxa, no 3567, p. 1-64.